# Muxarabi

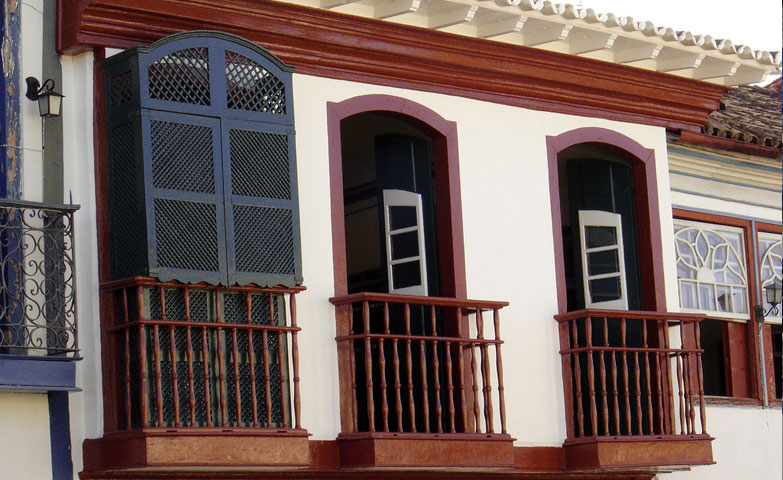
A Casa Muxarabi (Biblioteca Antônio Torres), em Diamantina-MG.

Muxarabi ou muxarabiê (em árabe: مشربية) é um balcão suspenso e vazado colocado adiante de portas ou janelas.
É um elemento arquitetônico característico da arquitetura tradicional do mundo islâmico, uma espécie de janela oriel saliente encerrada em treliça de madeira entalhada situada nos pisos superiores de um edifício, por vezes adornada com vitrais. Era tradicionalmente usado para capturar e resfriar passivamente o vento, nele eram colocados jarros e bacias de água para gerar um resfriamento evaporativo, sendo também utilizado para poder olhar para o exterior sem ser observado.
É o precursor do cobogó, presente na arquitetura moderna brasileira.

## Etimologia
Existem duas teorias sobre a origem da palavra muxarabi. A teoria mais aceita liga o termo à palavra árabe sharaba (que significa beber). Nesse espaço tinha uma pequena prateleira de madeira onde os potes de água potável eram armazenados. A prateleira teria sido cercada por madeira e colocada na janela para manter a água fria. Mais tarde, essa prateleira teria se modificado até se tornar parte da sala em um espaço dedicado. Apesar da mudança do uso, o local manteve o nome. A teoria menos aceita é que o termo era originalmente mashrafiya, derivado do verbo shrafa, que significa ignorar ou observar. Ao longo dos séculos, o nome teria mudado lentamente devido à alterações fonéticas e ao contato com outras línguas.

## História

Antiga foto de muxarabi em uma janela

A origem dos muxarabis pode ser encontrada nas igrejas coptas do Egito. O trabalho em madeira usado para os muxarabis é uma herança dos antigos egípcios, que usavam a madeira para suas portas e para construir o telhado de suas casas. Um exemplo existente de uma residência antiga que incorpora um muxarabi é o palácio Bayt al-Razzaz, uma mansão de dois andares que data do período mameluco, no Cairo.
Muxarabis, junto com outras características históricas da arquitetura islâmica, foram demolidos como parte de um programa de modernização em todo o mundo árabe desde as primeiras décadas do século XX. Em Bagdá, membros da comunidade artística temiam que a arquitetura vernácula fosse perdida para sempre e tomaram medidas para preservá-la. O arquiteto Rifat Chadirji e seu pai, Kamil, fotografaram estruturas e monumentos em todo o Iraque e na região saudita para a publicação de um livro de fotos. A artista e educadora, Lorna Selim, desenhou esses edifícios com seu muxarabi decorativo, assim como levou seus alunos do Instituto de Arquitetura de Bagdá para desenhar estruturas vernaculares a fim de reconhecer sua importância. Essas iniciativas têm contribuído para um interesse renovado pelas práticas tradicionais como meio de construção de residências sustentáveis em condições climáticas adversas.

### Brasil
Resquício da influência mourisca na península ibérica, foi trazida pelos portugueses para o Brasil e está presente em algumas casas coloniais brasileiras. No nordeste, existe variação do muxarabiê, chamada urupema, que substitui a madeira pela palha trançada. Hoje em dia existem poucos exemplares de muxarabis no país. A vinda da Corte portuguesa em 1808 marcou seu fim. Alegava-se que o Brasil deveria deixar sua arte colonial e assimilar as novas tendências europeias como neoclassicismo trazidas com a corte portuguesa. Conta-se também, que o Príncipe Regente tinha medo de possíveis ataques contra ele e os membros da corte, ataques este que seriam camuflados pelas treliças. Por esses motivos, um movimento contra o muxarabi foi criado para destruir todos os que existiam.

## Ocorrência

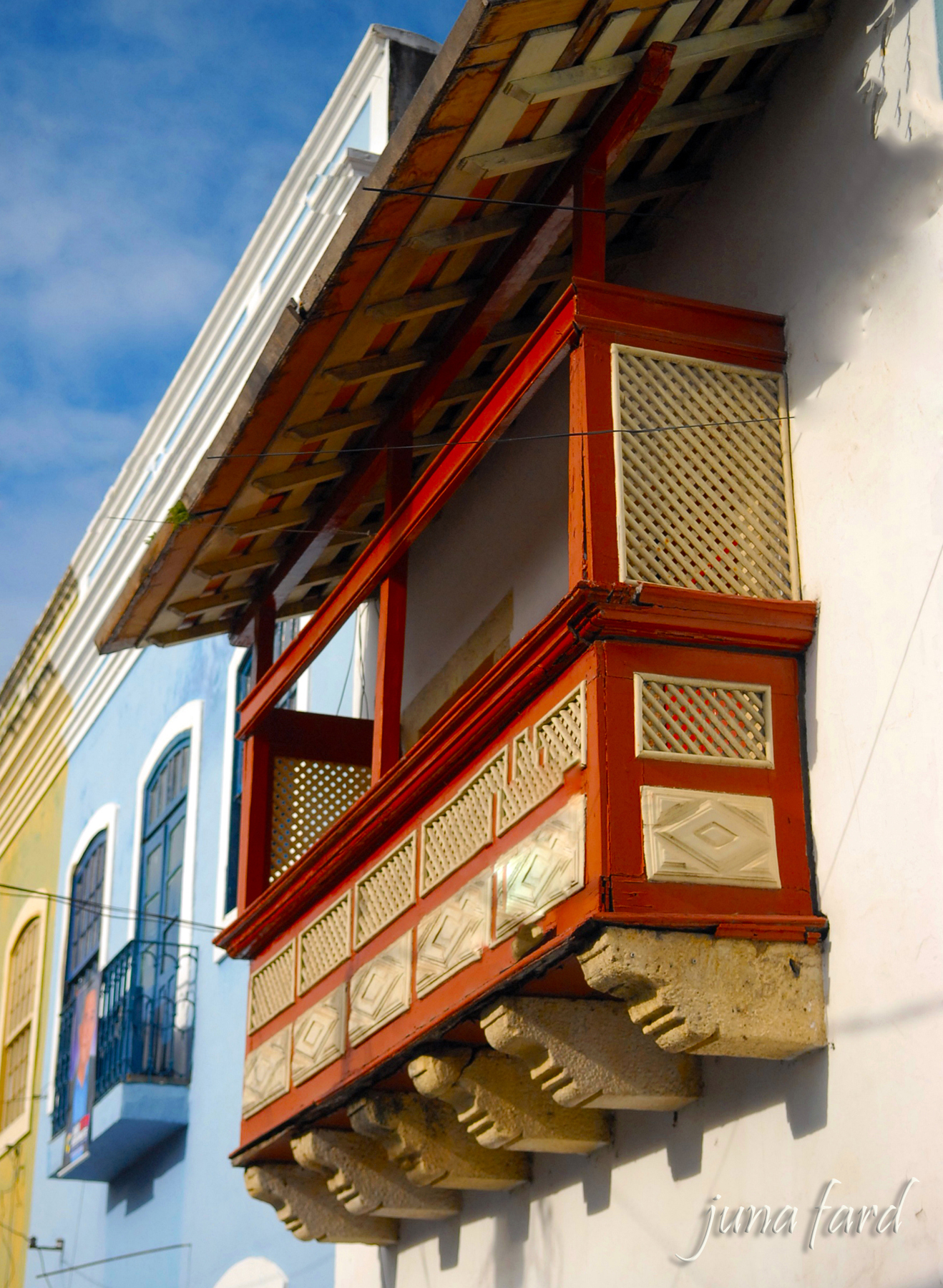
Sobrado mourisco na Rua do Amparo, Olinda.

Muxarabis eram usados principalmente em casas e palácios, embora às vezes em prédios públicos como hospitais, pousadas, escolas e edifícios governamentais. Eles tendem a ser associados a casas das classes da elite urbana. No mundo árabe, são encontrados principalmente no Maxerreque, ou seja, na parte oriental, mas alguns tipos de janelas semelhantes também existem no Magrebe, a parte ocidental do mundo árabe. Eles são muito comuns no Iraque, Irã, Levante, Hejaz e Egito. Em Baçorá, onde são muito utilizados, são conhecidos como shanasheel (ou shanashil ) a ponto de Baçorá ser frequentemente chamada de "a cidade de Shanashil" e possui cerca de 400 edifícios tradicionais ainda estão de pé.
Em Malta, mashrabiyas são bastante comuns, especialmente em áreas urbanas de grande densidade demográfica. Geralmente são feitos de madeira e incluem janelas de vidro, mas também existem variações feitas de pedra ou alumínio. Eles podem ter se originado por volta do século X, durante a ocupação árabe das ilhas. A palavra moderna para muxarabi na língua maltesa é "gallarija", que é de origem itálica. Reconhecidos como os predecessores da icônica varanda fechada, ou "gallarija", em 2016 as autoridades maltesas declararam 36 mashrabiyas antigos como propriedades protegidas de grau 2.
Das edificações antigas com balcões muxarabis em Olinda, restaram apenas duas casas: o sobrado na Rua do Amparo, Nº 28 e o casarão na Praça João Alfredo, Nº 7. Elas foram as primeiras casas de Olinda protegidas por lei federal. O sobrado na Rua do Amparo foi tombado em 1939, uma casa do século XVII com seu muxarabi com todas as características originais. Após a chegada da Família Real portuguesa no Brasil, em 1808, houve grande descaracterização da arquitetura anterior, fazendo com esse balcão em madeira com muxarabi, apoiado em cachorros de pedra, seja um dos mais típicos exemplares existentes em Pernambuco.

## Utilização

### Social
Um dos principais objetivos do muxarabi é garantir a privacidade, um aspecto essencial da cultura árabe e muçulmana.  Da janela do muxarabi, os ocupantes podem obter uma boa visão da rua sem serem vistos.
O muxarabi era parte integrante do estilo de vida árabe. Normalmente, as pessoas não dormiam em nenhum quarto privativo, em vez disso, pegavam seus colchões e se mudavam para áreas que ofereciam maior conforto de acordo com as estações. Assim, dormiam nos muxarabis no inverno, no pátio na primavera e nas porões abobadados no verão.

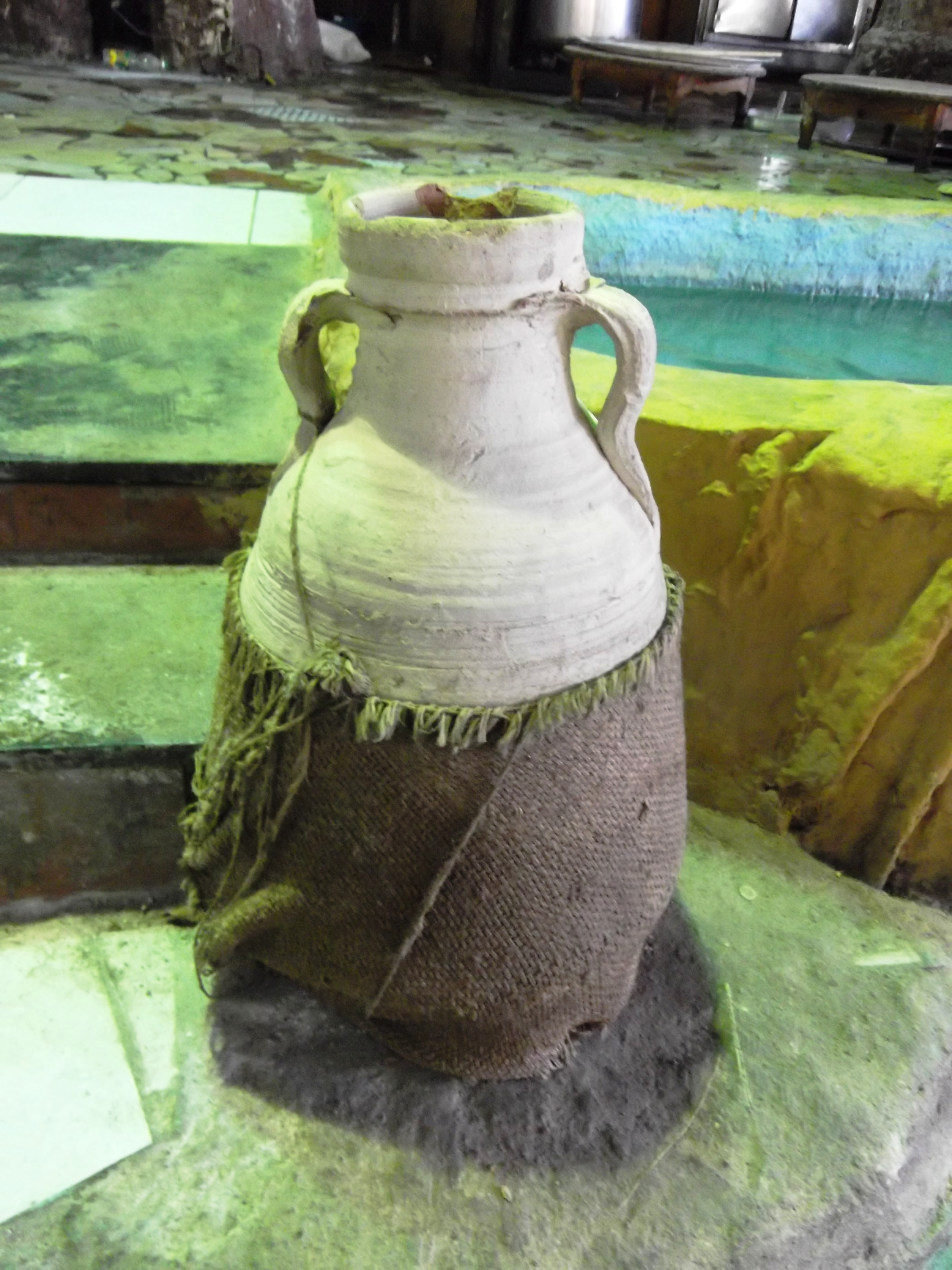
Esta qulla pode ser colocada em um muxarabi para resfriamento passivo

### Ambiental
A tela de madeira com janelas que podem ser abertas oferece sombra e proteção contra o sol quente do verão, enquanto permite a passagem do ar fresco da rua. Os desenhos da treliça geralmente têm aberturas menores na parte inferior e aberturas maiores nas partes superiores. Isso fornece uma quantidade significativa de ar circulando na sala sem causar desconforto. As propriedades de ar-condicionado da janela são normalmente aprimoradas com a colocação de potes de água na área, permitindo que o ar seja resfriado por resfriamento evaporativo à medida que passa sobre os potes.
A projeção para frente do muxarabi possui vários objetivos. Primeiro, isso permite que o ar tenha três lados para entrar na casa, mesmo que o vento externo esteja soprando paralelo à fachada. Segundo, pode servir como abrigo  da chuva ou do sol para quem está na rua. A sombra em ruas  estreitas normalmente resfria o ar nela e aumenta a pressão em oposição ao ar no sahn, que está exposto ao sol tornando mais provável que o ar flua em direção ao sahn através dos cômodos da casa. Terceiro, o muxarabi também oferece proteção e sombra para as janelas do andar térreo, que são planas e geralmente desprotegidas.

## Influências
Os cobogós foram inspirados nos muxarabis, sendo feitos de cimento e tijolos ao invés de madeira. Foram criados por Amadeu Oliveira Coimbra, Ernesto August Boeckmann e Antônio de Góis e se popularizaram durante a década de 1950 por Lúcio Costa e Oscar Niemayer, tornando-se um elemento presente na estética da arquitetura moderna brasileira.